# Élections générales israéliennes de 1996
Les élections législatives israéliennes ont eu lieu de manière anticipée en Israël le 29 mai 1996, à la suite de l'assassinat du Premier ministre Yitzhak Rabin, le 4 novembre 1995. Le seuil électoral est de 1,5 %.

## Résultats

### Au poste de Premier ministre
| Candidat | Candidat            | Parti              | Voix      | %    |
| -------- | ------------------- | ------------------ | --------- | ---- |
|          | Benyamin Netanyahou | Likoud             | 1 501 023 | 50,5 |
|          | Shimon Peres        | Parti travailliste | 1 471 566 | 49,5 |

### À la Knesset
| Parti                     | Parti                                         | Voix      | %    | Sièges | +/-           |  |
| ------------------------- | --------------------------------------------- | --------- | ---- | ------ | ------------- |  |
|                           | Parti travailliste                            | 818 741   | 26,8 | 34     | 10            |  |
|                           | Likoud-Gesher-Tsomet                          | 767 401   | 25,1 | 32     | 8             |  |
|                           | Shas                                          | 259 796   | 8,5  | 10     | 4             |  |
|                           | Parti national religieux                      | 240 271   | 7,8  | 9      | 3             |  |
|                           | Meretz                                        | 226 275   | 7,4  | 9      | 3             |  |
|                           | Yisrael Ba'aliyah                             | 174 994   | 5,7  | 7      | Nv.           |  |
|                           | Hadash-Balad                                  | 129 455   | 4,2  | 5      | 2             |  |
|                           | Judaïsme unifié de la Torah                   | 98 657    | 3,2  | 4      | en stagnation |  |
|                           | Troisième Voie                                | 96 474    | 3,1  | 4      | Nv.           |  |
|                           | Liste arabe unie-Parti démocratique arabe     | 89 514    | 2,9  | 4      | 2             |  |
|                           | Moledet                                       | 72 002    | 2,4  | 2      | 1             |  |
|                           | Unité pour la Défense des Nouveaux Immigrants | 22 741    | 0,7  | 0      | Nv.           |  |
|                           | Gil                                           | 14 935    | 0,5  | 0      | Nv.           |  |
|                           | Autres partis                                 | 40 874    | 1,7  | 0      | -             |  |
|                           |                                               |           |      |        |               |  |
| Suffrages exprimés        | Suffrages exprimés                            | 3 052 130 | 97,8 |        |               |  |
| Votes blancs et invalides | Votes blancs et invalides                     | 67 702    | 2,2  |        |               |  |
| Total                     | Total                                         | 3 119 832 | 100  | 120    | en stagnation |  |
| Abstentions               | Abstentions                                   | 813 418   | 20,7 |        |               |  |
| Inscrits / Participation  | Inscrits / Participation                      | 3 933 250 | 79,3 |        |               |  |